# 이슬람 이전 아라비아

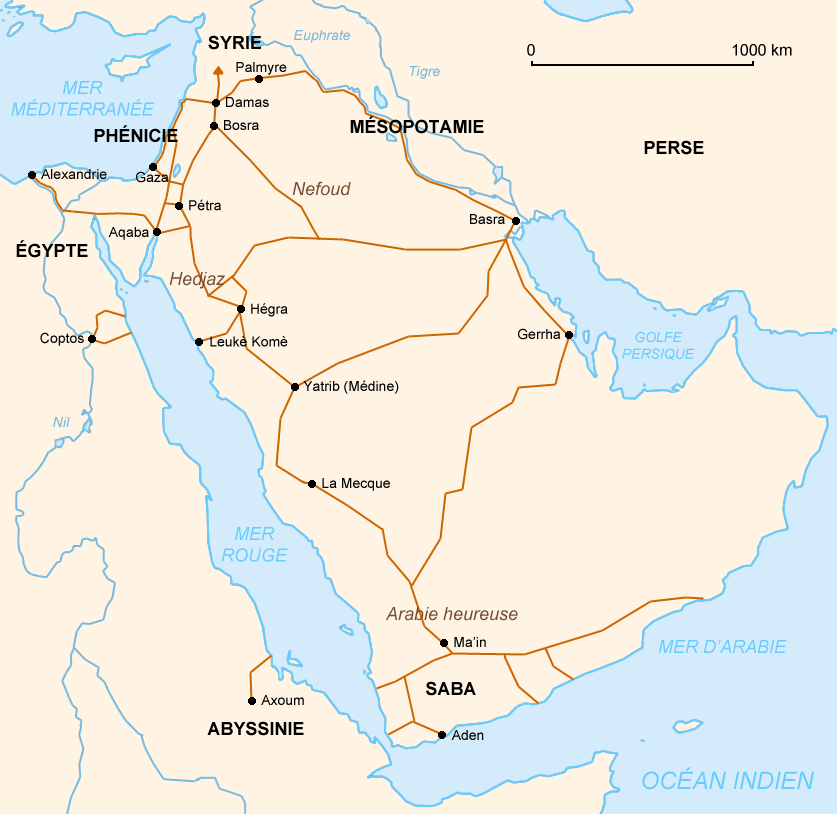
이슬람 이전 나바테아인의 무역로

이슬람 이전 아라비아는 이슬람교가 탄생하기 이전의 아라비아 반도의 역사를 말한다.
이슬람 이전의 아라비아에는 정착민과 유목민이 모두 살았으며, 일부 정착민족들은 독자적인 문명을 발전시켰다. 기원전 제2천년기의 후반부터 남아라비아 지역에는 사바 왕국, 미나 왕국을 비롯한 여러 국가들이 들어섰고, 동아라비아 지역에는 남서쪽에서 이주해온 것으로 추정되는 셈족 계열의 사마드인 철기시대 문화의 흔적이 발견된다. 기원후 106년부터 630년까지 아라비아 북서부의 대부분 지역은 로마 제국의 아라비아 페트라이아 속주로서 통치되고 있었다. 일부 요충지는 이란족 계열의 국가가 다스렸는데, 처음에는 파르티아 제국, 그 후에는 사산 제국이 들어서 있었다.
이슬람 이전 아라비아의 종교는 다양했다. 아라비아에서는 예로부터 고대 셈족 종교와 연관된 토착 다신교 신앙이 만연했으나 이슬람 등장 이전부터 수세기에 걸쳐 일신교 신앙이 이 지역에서 점점 지배적인 신앙이 되어가고 있었으며 이는 이슬람교의 기원으로 이어진다. 또한 기독교와 유대교 공동체도 많았는데, 특히 북부와 남부에서 세력이 강했다. 이란계 종교도 있었을 것이라는 추측도 있다.

## 같이 보기
- 고대 근동
- 아랍 신화
- 사우디아라비아의 역사